# Этолийская и Акарнанийская митрополия
Этолийская и Акарнанийская митрополия (греч. Ιερά Μητρόπολις Αιτωλίας και Ακαρνανίας) — епархия Элладской Православной Церкви, наибольшая по размеру. Имеет центр в Месолонгионе и включает в себя бывшие епархии Месолонгионийскую, Трихонидийскую, Ксиромерийскую и Валтийскую нома Этолия и Акарнания. Епархия существует в сегодняшнем виде c 1922 года.
В 1899 митрополия вошла в состав Этолийской, Акарнанийской и Навпактской митрополии и отделилась снова в 1909 году.

## Правящие архиереи
- Порфирий (1833—1838)
- Иерофей (Аристарху)[греч.] (1841— 1 апреля 1851)
- Феофил (Влахопападополос) (14 сентября 1852 — 8 августа 1862)
- Герасим (Калокеринос) (5 июня 1866 — 27 ноября 1887)
- Парфений (Акилас) (9 декабря 1892 — 29 октября 1914)
- Константин (Константинидис) (21 декабря 1922 — 23 января 1934)
- Иерофей (Параскевопулос) (23 мая 1934 — 12 мая 1961)
- Феоклит (Аврандинис) (21 ноября 1965 — 6 апреля 2005)
- Косма (Папахристос) (8 октября 2005 — 3 января 2022)
- Иерофей (Влахос) (январь 2022 — 6 октября 2022) в/у, митр. Навпактский и Свято-Власиевский
- Дамаскин (Киаметис) (с 9 октября 2022)

## Современное состояние

### Клир епархии
На конец 2012 года епархия насчитывает 192 клирика: безбрачных 17, в браке 177. Священников разряда А 58, разряда Β 68, разряда Г 27, разряда Δ 45. Диаконов 2.

### Храмы и монастыри
В митрополии насчитывается 212 приходских храма и 582 часовен.
На конец 2012 года отмечено наличие 6 мужских и 11 женских епархиальных монастырей.
Мужские монастыри:
1. Божией Матери Милостивой в Месолонгионе (греч. Παναγίας Ελεούσης Μεσολογγίου). Игумен — архимандрит Иерофей Спаноми́тцос. 2 монаха. (тел. (+30)6320-22386)
2. Введенский монастырь[греч.] в местечке Миртья[греч.] (греч. Εισοδίων Θεοτόκου Μυρτιάς). Игумен — архимандрит Иосиф Зогра́фос. 4 монаха (тел. (+30)26440-51497)
3. Св. Георгия в Аста́косе (греч. Αγ. Γεωργίου Αστακού). Игумен — Иосиф Кокко́сис. 4 монаха (тел. (+30)26460-41396)
4. Рождества Богородицы в Ромве Аркананийской (греч. Γενέσεως Θεοτόκου Ρόμβου Ακαρνανίας) (тел. (+30)26430-22814)
5. Успения Богородицы в Влохо (греч. Κοιμήσεως Θεοτόκου Βλοχού). Игумен — архимандрит Иерофей Скиада́с (тел. (+30)26410-25199)
6. Иоанна Предтечи[греч.] в Аналипсисе[греч.], 1 монах

Женские монастыри:
1. Успения Борогодицы в Катерину́се (греч. Γεν. Θεοτόκου Κατερινούς), игумения Христоду́ли Евангела́ту, 2 монахини (тел. (+30)26350-41244)
2. Успения Богородицы в Лигови́це (греч. Κοιμ. Θεοτόκου Λιγοβιτσίου ), игумения Макри́на Маркопу́лу, 11 монахинь (тел. (+30)26460-93300)
3. Св. Симеона в Месолонгио́не (греч. Αγ. Συμεών Μεσολογγίου), игумения Вероники Камзе́ла, 3 монахини (тел. (+30)26310-22515)
4. Пантократора в Ангелока́стро(греч. Παντοκράτορος Αγγελοκάστρου), игумения Анна Калу́ци, 2 монахини (тел. (+30)26410-93220)
5. Св. Косьмы Этолийского в Термоне (греч. Αγ. Κοσμά Αιτωλού Θέρμου), игумения Евфимия Гельти́, 2 монахини (тел. (+30)26440-24 050)
6. Св. Димитрия в Палеросе(греч. Αγ. Δημητρίου Παλαίρου), игумения монахиня Митрофани́я (тел. (+30)26430 41427)
7. Честного Пояса Пресвятой Богородицы в Ликури́ссе (Скутера́) (греч. Τιμίας Ζώνης Υπεραγίας Θεοτόκου Λυκουρίσσης (Σκουτερά)), игумения монахиня Филофея, 1 монахиня (тел. (+30)26410 42410)
8. Благовещения Богородицы в Параволе́ (греч. Ευαγγελισμού Θεοτόκου Παραβολάς), игумения Параскева Барба́ки, 3 монахини (тел. (+30)26410-62 692)
9. Рождества Богородицы в Рефе (греч. Γεννήσεως Θεοτόκου Ρέθα), игумения Фелофея Александри́, 2 монахини (тел. (+30)26420-51800)
10. Св. Димитрия в Дримоне (греч. Αγ. Δημητρίου Δρυμού), игумения Мариа́м, 3 монахини (тел. (+30)26430-91 230)
11. Св. Георгия в Эллиника́ (греч. Αγ. Γεωργίου Ελληνικών), игумения Анфуса (тел. (+30)26310-25 923)

Также существует исихастирий (собственный монастырь) Преображения Спасителя.

### Социальная работа и школы
Действует епархиальный дом престарелых "Дросиниу"и сиротский приют «Селивиу».
Работают 2 школы византийской музыки и 2 школы византийской иконописи.

### Средства массовой информации
Выходит периодическое издание «Άγιος Κοσμάς ο Αιτωλός» и журнал «Πυξίδα». Работает круглосуточная радиостанция 106,3 FM.

## Святые и святыни епархии
Особо почитается святитель Косма Этолийский. В епархии хранятся мощи Космы Этолийского, прп. Андрея Отшельника, св. Иоанна Врахорита и священномученика Иакова.